# SwissLeaks

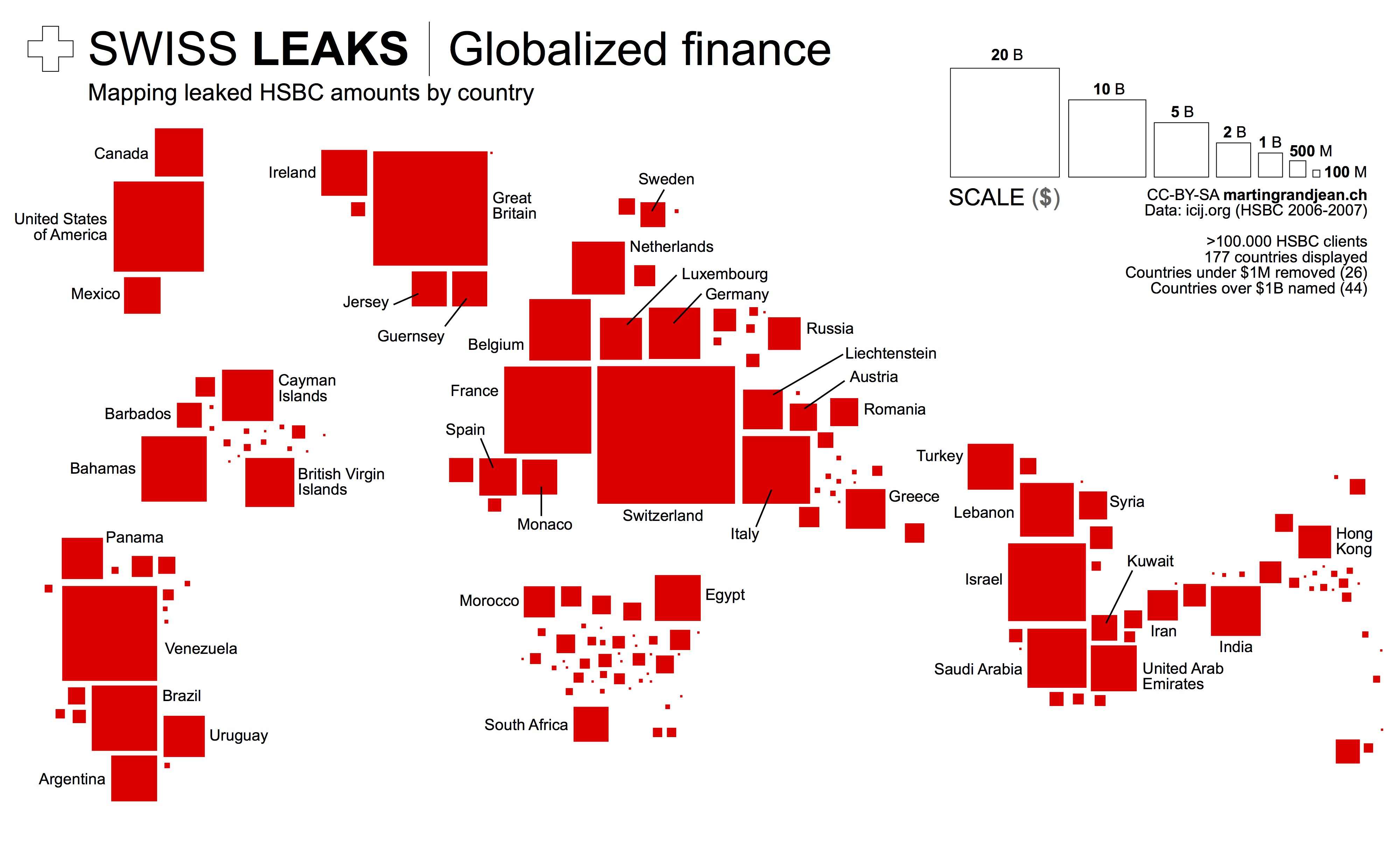
SwissLeaks: kaart van de HSBC-bankrekeningen

SwissLeaks (of Swiss Leaks) is de naam van een journalistiek onderzoek naar een uitgebreid systeem van belastingfraude, dat zou opgezet zijn met instemming en zelfs medewerking van de Britse bank HSBC via diens Zwitserse dochteronderneming HSBC Private Bank.

## Onderzoek
In februari 2015 publiceerde de website van het International Consortium of Investigative Journalists (ICIJ) een reeks gegevens over bankrekeningen in Zwitserland onder de titel Swiss Leaks: Murky Cash Sheltered by Bank Secrecy. Het onderzoek was uitgevoerd door meer dan 130 journalisten in Parijs, Washington, Genève en elders, uit in totaal 46 landen. Volgens de onderzoekers zou via meer dan 100.000 klantenrekeningen en 20.000 offshorebanken bij HSBC in Genève meer dan 180,6 miljard euro zijn gepasseerd, en dit alleen al tussen november 2006 en maart 2007. De gegevens over deze periode zijn afkomstig van bestanden die voormalig medewerker en klokkenluider Hervé Falciani uit de bank meenam en eind 2008 overhandigde aan de Franse belastingdienst. De gelekte documenten worden weleens het grootste lek in de Zwitserse bankgeschiedenis genoemd. 
Volgens het ICIJ zou de bank bij deze belastingfraude winst hebben geboekt.

## In de media
Het schandaal kwam wereldwijd in de pers. De BBC meldde dat HSBC druk had uitgeoefend op de media om berichtgeving over de controverse te onderdrukken, hetgeen leidde tot het ontslag van politiek journalist Peter Oborne van The Daily Telegraph. De krant The Guardian bevestigde dat haar advertentiebudget voor HSBC was bevroren vanwege kritische artikelen.

## Rechtszaak
In november 2017 stemde HSBC ermee in om 300 miljoen euro (158 miljoen boete en 142 miljoen schadevergoeding) te betalen om een rechtszaak in Frankrijk wegens belastingfraude af te kopen. De overeenkomst was een primeur in Frankrijk onder een nieuwe procedure die bedrijven die verdacht worden van corruptie of witwaspraktijken, in staat stelde met een boete een rechtszaak te voorkomen.